# Ophryacus
Ophryacus – rodzaj jadowitych węży z podrodziny grzechotników (Crotalinae) w rodzinie żmijowatych (Viperidae).

## Zasięg występowania
Rodzaj obejmuje gatunki występujące endemicznie w Meksyku. 

## Systematyka

### Etymologia
Ophryacus: gr. οφρυς ophrus, οφρυος ophruos „brew”; łac. acus „igła”.

### Podział systematyczny
Do rodzaju należą następujące gatunki:
- Ophryacus smaragdinus Grünwald, Jones, Franz-Chávez & Ahumada-Carillo, 2015
- Ophryacus sphenophrys (H.M. Smith, 1960)
- Ophryacus undulatus (Jan, 1859)